# Apostolisches Vikariat Aguarico
Das Apostolische Vikariat Aguarico (lateinisch Apostolicus Vicariatus Aguaricoënsis, spanisch Vicariato Apostólico de Aguarico) ist ein in Ecuador gelegenes römisch-katholisches Apostolisches Vikariat mit Sitz in Puerto Francisco de Orellana.
Der Name des Vikariates leitet sich vom Río Aguarico her.

## Geschichte
Das Apostolische Vikariat Aguarico wurde am 16. November 1953 durch Papst Pius XII. aus Gebietsabtretungen des Apostolischen Vikariates Napo als Apostolische Präfektur Aguarico errichtet.
Am 2. Juli 1984 wurde die Apostolische Präfektur Aguarico zum Apostolischen Vikariat erhoben.

## Ordinarien von Aguarico

### Apostolische Präfekten
- Igino Gamboa OFMCap, 1954–1965
- Alejandro Labaca Ugarte OFMCap, 1965–1970
- Jesús Langarica Olagüe OFMCap, 1970–1984

### Apostolische Vikare
- Alejandro Labaca Ugarte OFMCap, 1984–1987
- Jesús Esteban Sádaba Pérez OFMCap, 1990–2017
- José Adalberto Jiménez Mendoza OFMCap, seit 2017